# Avenida Ricaurte
Avenida Ricaurte es el nombre que recibe una de las arterias viales más importantes de la ciudad de San Carlos, capital del Estado Cojedes en Llanos del país sudamericano de Venezuela. Debe su nombre al prócer de la independencia Antonio Ricaurte quien falleció en San Mateo (Aragua) el 25 de marzo de 1814.

## Descripción
Se trata de una vía de transporte carretero que está conectada con la Avenida Bolívar en su parte central y además vincula la troncal 5 con la llamada Redoma del Hospital (a un lado del Hospital General Doctor Egor Nucete, junto al parque o Polideportivo Barreto Méndez). En su recorrido permite acceder a la Calle Rivas, Calle Democracia, Calle Vargas, Calle Independencia, Calle Alegría, Calle Sucre, Calle Paéz, Calle Salias, Calle Urdaneta, Calle Mariño, entre otras.
En su trayecto destacan la Universidad de Carabobo (Núcleo San Carlos), el Parque San Carlos, el Edificio Cromax, la Escuela Básica Carlos Vilorio, El Banco de Venezuela, y las instalaciones de Aguas de Cojedes.